# Embarbussament
Un embarbussament és un joc de paraules que juga amb la dificultat de pronunciar certs mots o frases basant-se en la similitud dels sons que contenen, que fa que el locutor els intercanviï creant un efecte còmic.
L'embarbussament en català més conegut és «Setze jutges d'un jutjat mengen fetge d'un penjat».
L'embarbussament s'ha anomenat també en alguns casos entrebanc, entrebancallengües, empatoll, embarassallengües, embull de paraules, travallengües o queca en rossellonès. També se'n diu «trabucar», especialment a l'hora de parlar barrejant mots: «Parla amb calma que et trabuques i no hi ha qui t'entenga».

## Exemples
Amb la be alta o la ve baixa
- Babau, beu vi bo i viu bé.

Amb la c
- Duc com puc un ruc a un duc poruc mut.
- En cap cap cap el que cap en aquest cap.
- En cap cap hi cap el que hi cap en aquest cap. (els pronoms «hi» hi són redundants)
- A pi xic escala no cal; si cal, du-l'hi.
- Duc pa sec al sac, m'assec on soc i el suco amb suc.[2]

Amb la p
- Un plat, un plat blanc, un plat blanc pla, ple de pebre negre està.

Amb la d
- El que diu que deu deu diu el que deu i deu el que diu.

Amb la ela palatal
- Una llum llunyana llueix lliure lliscant enllà
- Una ovella, serella, merella, llanuda, llanada, capicoronada
tenia sis corderets serells, merells, llanuts, llanats, capicoronats.
Si l'ovella no haguera sigut serella, merella, llanuda, llanada, capicoronada,
els seus corderets no haurien sigut serells, merells, llanuts, llanats, capicoronats.
- Els llurs llocs de les valls de Llers.

Amb la ena palatal
- Senyora, diu la minyona si s'enyora de la senyora.

Amb c/l
- Cal que la col calqui el cul.
- Cau quelcom del cul de la col.

Amb cl
- Amb ulls clucs cloc un claqué.

Amb la cu
- Cards secs piquen, verds taquen si es toquen/ceps piquen
- Les oques s'esmolen els becs a les soques.

Amb la erra
- Un ric rostia rient, un roc amb un ferro roent.
- Un rus que és ros, té un ris i està al ras sense fer res.
- La rica de la parròquia no duu perruca perquè li reca.
- Qui roba una arrova de roba no roba l'arrova, que roba la roba.
- Al Marroc un marrec
tira un roc i cau al rec.
Un ric li diu: Roc
no siguis ruc que jo no ric.
- Un carro carregat de rocs, corria per la carretera de Roses, i el carreter enrabiat li renegava al darrere.
- A la carretera de Roses, passava un carro carregat de rocs que carrisquejava, carric-carrac.
- Un carro carregat de rocs, corria per la carretera, carretera amunt, carretera avall.
- Un carro carregat de terra roja.
- Carrega el carro, carreter, que si tu el carregues, jo ja el descarregaré.

Amb la essa
- Els avis murris porten els nuvis en òmnibus gratis
- Els avis indicats són savis sindicats. Els savis indicats són avis sindicats.

Amb la te
- La boteta de vi, vi té; té tap, tap té; té tap i tapó; tapó i tap té.
- En un pot no pot haver-hi hagut
mai vi del fort sense un embut.
- En quin tinter té tinta en Ton?
- Tieta tonta, tanta tinta tota t'unta.
- Senyor pare, una/l'haca l'he treta. -L'altra haca, la trac?. (sona unacaletreta. latracalatrac). variants: https://ca.wikiquote.org/wiki/Haca#Embarbussaments

Amb la ve
- L'estiva que estova l'Esteve no és tova ni teva, ni estava a l'estiba.

Amb la xeix
- Al peix li neix un feix de greix que creix.

Amb sc
- Visc al bosc i busco vesc
 i visc del vesc que busco al bosc.
- Duc pa sec al sac, m'assec on sóc i el suco amb suc.

Amb é/è
- Déu deu 10 deus.

Amb pl/bl/pr
- Un plat pla blanc, ple de pebre negre n'era.
Un plat blanc pla, ple de pebre negre està.
- Plou poc, però quan plou, plou prou.
- A Calp plou poc, però pel poc que plou, plou prou.
- Plou poc, però per poc que plou, plou prou.
- De ploure prou que plou, però pel que plou, plou poc.

Amb nc/ng
- Tinc tanta sang que a les cinc tinc son.

Setze jutges
- Setze jutges d'un jutjat
mengen fetge d'un heretge.
Setze jutges d'un jutjat
mengen fetge d'un penjat
que encara penja.
Si el penjat es despenja,
 es menja els setze fetges
dels jutges del jutjat
que l'han penjat.
- Setze jutges d'un jutjat
mengen fetge d'un penjat.
Si el penjat es despengés,
 es menjaria els setze fetges
 dels setze jutges
 que l'han jutjat.

De dits i dites
- Que t’ha dit, que t’ha dut, i què t’ha dat el ditot? 
El ditot ha dut un didal a la dida, 
i li ha dit el dit, i li ha dit la dita: 
«Didal és dot»
- M'han dit que tu has dit un dit que jo no he dit;
el dit que tu has dit, jo no l'he dit, perquè si jo hagués dit que tu l'has dit,
fóra ben dit per haver-lo jo dit.

De codonys
- A l'hort de la tia Maria, que entrava i sortia, collia codonys, codonys collia.
- Quan m’ajupia codonys collia. Quan m’aixecava, codonys agafava.
- Codonys collia, la tia Maria, de genollons. Collia codonys de genollons.
- De genollons codonys collia, de genollons collia codonys.
- Codonys collits amb la punta dels dits.

De Paula, Pere, Pepa i Pau
- Paula, para la taula,
para-la bé, que el pare ja ve.
 Que la pari en Pere, que jo no puc.
- Pols pels plats, Paula, no em plau.
 Vols que et planti plantofada?
- —Que fas aquí Pepa?
—Pelo faves, Pau.
—Faves peles, Pepa?
—Pau, faves pelo.

De gallines
- (forma més antiga) Una polla (gallina) xica, pica, pellarica, camatorta i becarica
va tenir sis polls xics, pics, pellarics, camacurts i becarics.
Si la polla no hagués sigut xica, pica, pellarica, camatorta i becarica,
els sis polls no haguessin sigut xics, pics, pellarics, camacurts i becarics.
- (forma més recent, pellarica sembla l'origen de ballarica) Una gallina xica, tica, mica, camacurta i ballarica 
va tenir sis fills xics, tics, mics, camacurts i ballarics. 
Si la gallina no hagués sigut xica, tica, mica, camacurta i ballarica, 
els sis fills no haguessin sigut xics, tics, mics, camacurts i ballarics.

De perdius i guatlles
- La perdiu diu a la guatlla (o també amb garsa):
—Què fas aquí tu, guatlla?
 —I tu, perdiu? —la guatlla li diu.

En Pinxo i en Panxo
- (amb la forma antiga «a n'en») En Pinxo va dir a n'en Panxo: vols que et punxi amb un punxó? I en Panxo va dir a n'en Pinxo: punxa'm però a la panxa no.
- (amb pronom li sobrer) En Pinxo li va dir a en Panxo: vols que et punxi amb un punxó? I en Panxo li va dir a en Pinxo: punxa'm però a la panxa no.

- Don Pinxo li diu a Don Panxo: Vols que et punxi amb un punxó? Don Panxo li diu a Don Pinxo: Pinxo, punxa'm, però a la panxa no!

Els catalans parlant sembla que trenqueu nous.
- Que te creus que te crec?

De caps
- A cap cap cap que Déu deu deu.
- En cap cap cap el que cap en aquest cap.
- Dins cap cap cap un cap de corda
- Dins cap cap cap cap cap d'agulla.

De deutes
- Si qui deu deu, diu que en deu deu, deu dir el que deu i deu el que diu.

De pins i escales
- A pi alt escala cal; a pi xic no cal escala, i, si cal, du-li.
- Pi alt, escala hi cal. Pi xic ja no hi cal. I si li cal, du-li!

De Pere(s), Pau(s) i Piu(s)
- En Pere i en Pau pintors, premiats per Portugal,
pinten pots i potinguetes per posar-hi pebre picant.
- Pere Pau pintor, pinta portes per poc preu!.
- En Piu que manobre fou, fent un pou va perdre un peu,
el seu amic Pau digué: —Pol, en Piu té un peu al pou.
- Peret, treu-te el pot del pit, que put.

Escatològic
- En Llapes i en Llepes van fer un bagul: en Llapes, la tapa i en (em) Llepes, el cul

De solfeig
- —Si fa sol, res mi fa a mi.
—A mi sí, que res mi fa, si fa sol o si no en fa.
- Si fa sol Milà redola (Milà fou un pilot de València dels inicis del segle xx, redolar: rodolar)
- Si la Sila fa midó, a mi sí que res mi fa.
- Si la Sila fa midó, a mi Sila fa mi res.
- A mi no m'hi fa res, si fa sol.
- —Remí, fa sol?
—Sol fa, Faüt.[1]

De son, gana i set
- Tinc una son, una gana i una set, que no dormo, ni menjo, ni bec;
 si dormia, menjava i bevia, la son, la gana i la set em passarien,
però com que no menjo, ni dormo, ni bec,
no em passa ni la gana, ni la son, ni la set.

Oficis enravessats
- Un llit ben encaragolat, qui serà que el desencaragolarà,
jo seré qui el desencaragolaré per què desencaragolar sé.
- El cel està endormiscat. Qui el desendormiscarà?
El desendormiscador que el desendormisqui bon desendormiscador serà.
- Un llèpol enllepolit, qui el desenllepolirà,
un bon desenllepolidor serà.
No el desenllepoliré pas jo
que no sóc bon desenllepolidor.

De nombres
- A les sis tinc set, el càntir és buit, és nou i encara es deu.
- (Variant de l'anterior) Tinc set, lo cànter és buit, això que és nou i encara se'n deu.
- N'hi ha un que cada dos per tres, es lleva a les quatre, de cinc a sis té set, però el càntir és buit, perquè és nou i encara es deu.

Apel·les
- Apel·les apila una pila de peles.
Les piles de peles que Apel·les apila,
no són piles de piles,
que són piles de peles.

Altres
- Cabra negra caga pebre.
- Un plat de menta verda seca menjaria jo.
- Trota tupí que tupí trotava.
- Res no sé, sinó que sé que no sé res!
- Ram usat, sac arnat, suro amb ham.

### Imitació d'idiomes
Italià
- Fesolet o caldo és bo per a qui matina.
- Passi, passi, xitxarel·lo, faci moixoni i camini, mengi pa amb oli i no dini.[1]
- Per un escapulari van donar-li un picotí de carquinyolis.
- En Celdoni fa un tiberi de vi xarel·lo amb all i oli.

Francès
- Un (bon) jornal fa de bon suar.
- Amb fang del carrer m'ha embrutat el cotó.
- Un xaval m'ha atrapat un calé.
- Ja ve el marxant?
- Comprem pas?
- Què és que sé que sap tothom?

Portuguès
- Què li cau en el sarau a la dona de casa?
- El que em cou ho porto a sobre.
- Tingueu la festa en pau.
- A pressa no em guanyeu.
- Dos reis van al sarau.
- Noia la perruca us cau.

Gallec
- Guaita minyó, la gaita de nyigui-nyogui.
- Ai, guenyo del meu carinyo, que els morros t'espinyo

Alemany
- Elàstics blaus de fang fan fàstic i es taquen si es mullen (o: si es mullen es taquen)
- Cards verds taquen, secs couen.
- Cards secs taquen, verds piquen.
- Xirments verds fan fum, xirments secs fan focs.
- Sabem si el gotim verd fa les oques grasses?
- Un cranc va caure sobre una brasa grossa. Aixafem xuixos i fan traus.
- Jo et flic que floc que duu.
- És que s'ha fet un gros trenc al nas amb un catúfol esberlat de la cisterna.
- Ja vol préssecs grocs?
- Mal de fetge engreixa el metge.

Llatí
- Avis murris duen nets a Gràcia amb òmnibus gratis.
- Avis murris porten els nuvis a Gracià en òmnibus gratis.
- Melis és fusta per a bigues.
- Et demano estam i em surts amb corda.
- Si no m'aturo perdo l'oremus.
- D'anar amb els nuvis a l'òmnibus, gairebé l'àvia sua.
- Escolta Joan, avui és Corpus Cristi.

Anglès
- Ai si caus!
- Alls secs piquen, cuits mai couen.
- Pot haver-hi hagut vi en aquest got?
- Got net sense aigua haver-hi hagut.[1]
- No es toquin ni es moquin.
- Aquest gec me fa secasons.
- Mai cap gec no em fa sacsons.
- Mai no estic tip de bescuits.
- El got donem-lo al xicot que s'ha cruspit el torró perquè no xerri.
- No pot haver-hi hagut mai vi en aquest got.
- L'oncle broda a la moda.
- L'ànec ha mort sense haver-hi hagut espeternec
- Aquest ge me fa secasons.
- Espia (pronunciat 'spi) quin clau torcit.

Polonès
- Passi, pisqui i no s'arrisqui. Miri que no se li osqui. Que no es trenqui la closca quan rellisqui. Si té basca, busqui qui el refresqui.[1]
- Qui li piqui que s'ho rasqui.

Xinès
- Com que tinc tanta sang, a les cinc tinc son.
Tinc tanta son que a les cinc tinc son.
Quin fou el sant gai que tens a l'estanc? Tinc cinc fills tísics i prims, i amics íntims, vint-i-cinc.

Àrab
- Ala, baliga-balaga, vés a cabdellar fil fi.[1]